# روونا (ناحیه سوکولوف)
روونا (به چکی: Rovná) یک منطقهٔ مسکونی در جمهوری چک است که در ناحیه سوکولوو واقع شده‌است.